# Fengqiao (köpinghuvudort i Kina, Zhejiang Sheng, lat 29,79, long 120,42)
Fengqiao (kinesiska: 枫桥镇, 枫桥) är en köpinghuvudort i Kina. Den ligger i provinsen Zhejiang, i den östra delen av landet, omkring 56 kilometer sydost om provinshuvudstaden Hangzhou. Antalet invånare är 74 641. Befolkningen består av 3 686 kvinnor och 37 773 män. Barn under 15 år utgör 12,0 %, vuxna 15-64 år 76 %, och äldre över 65 år 11,0 %.
Runt Fengqiao är det tätbefolkat, med 442 invånare per kvadratkilometer. Närmaste större samhälle är Zhuji, 18,5 km väster om Fengqiao. I omgivningarna runt Fengqiao växer i huvudsak blandskog.
Genomsnittlig årsnederbörd är 2 020 millimeter. Den regnigaste månaden är juni, med i genomsnitt 365 mm nederbörd, och den torraste är januari, med 79 mm nederbörd.